# Sophus Ruge

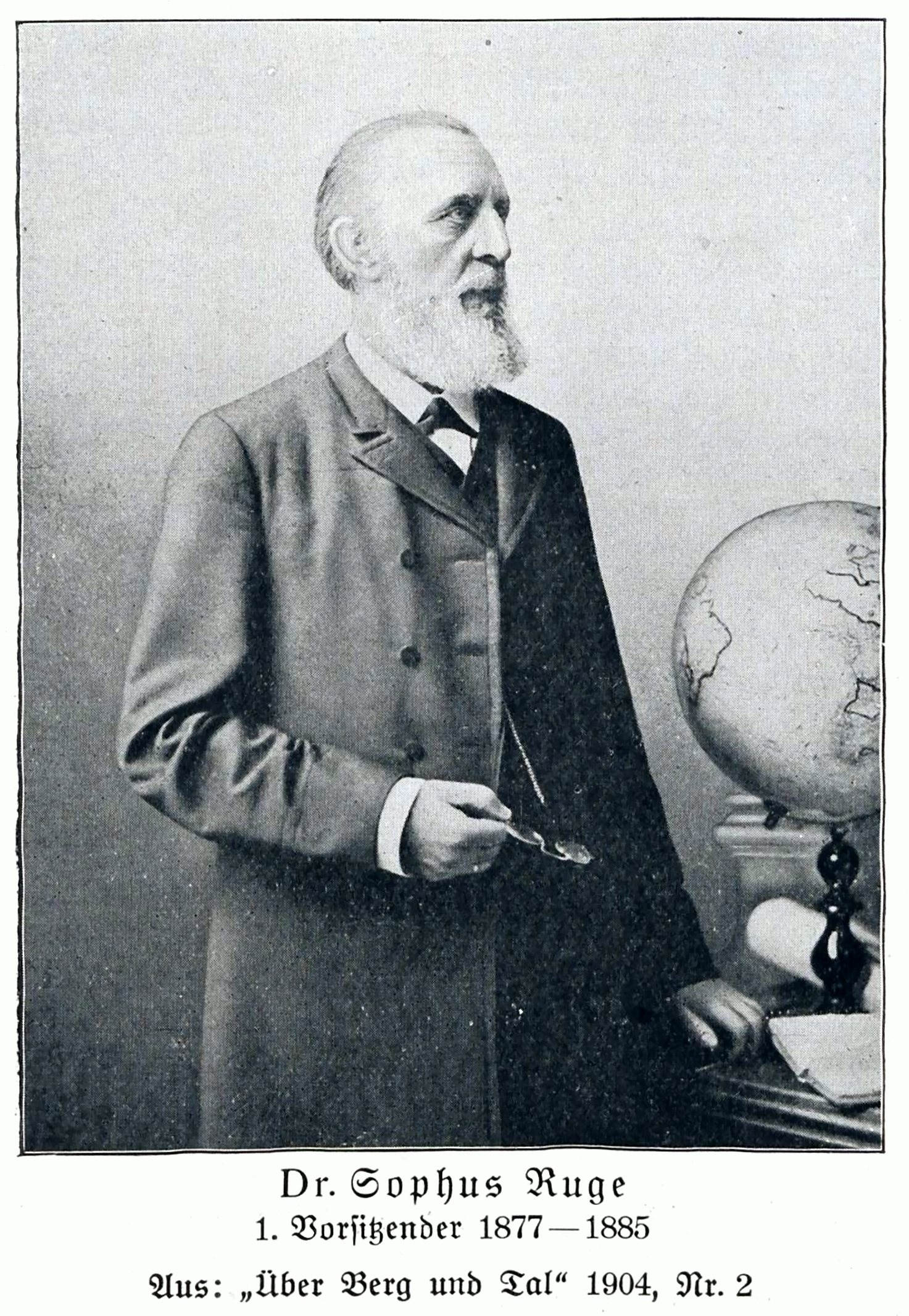
Sophus Ruge, Gründer und 1. Vorsitzender des Gebirgsvereins für die Sächsische Schweiz

Sophus Ruge (* 26. März 1831 in Dorum, Königreich Hannover; † 23. Dezember 1903 in Klotzsche, Königreich Sachsen) war ein deutscher Geograf und Hochschullehrer.

## Leben und Wirken
Ruges Vater Christoph August Ruge (1790–1834) aus Neuhaus/Oste war promovierter Mediziner; in der Schlacht bei Waterloo war er britischer Feldarzt, nach den Befreiungskriegen arbeitete er erst in Cuxhaven und ab 1817 als Kreisphysikus in Dorum. Dort heiratete er die Advokatentochter Elise Hennings (* 1804).
Nach dem frühen Tod des Vaters zog die Mutter nach Stade, wo Sophus Ruge das Gymnasium besuchte. Er studierte anschließend von 1850 bis 1854 zuerst Theologie, wandte sich dann jedoch den Fächern Geschichte, Geografie und Klassische Philologie zu, die er an der Georg-August-Universität Göttingen und der Universität Halle studierte. Er fand Anstellung als Hauslehrer im Forsthaus Seelzerthurm bei Einbeck und kehrte 1857 als Lehrer nach Stade zurück. Dort heiratete er Anna Caecilie (1830–1903), Tochter des Leipziger Eisenbahndirektors Friedrich Busse. Aus der Ehe gingen vier Kinder hervor: Frieda Elisa (* 1860), Reinhold Friedrich (* 1862), Walther Karl Theodor (1865–1943; Lehrer und Geograf, Vater des Marineoffiziers Friedrich Ruge), und Elsbeth Sophie (* 1870).
Im Jahr 1859 siedelte Ruge nach Dresden über und trat eine Lehrerstelle an der Handelsschule der Dresdner Kaufmannschaft an.
Mit Karl Andree gründete Sophus Ruge 1863 den Verein für Erdkunde zu Dresden, dem er von 1874 bis 1903 vorstand und dessen Jahresberichte er als Herausgeber zu Ansehen führte.
Ruge promovierte 1864 an der Universität Leipzig bei Heinrich Wuttke über alte Geografie (Der Chaldäer Seleukos, 1865). Er war ab 1870 als Oberlehrer an der Annen-Realschule in Dresden tätig und habilitierte sich 1872 (Das Verhältnis der Erdkunde zu den verwandten Wissenschaften, 1874) am Polytechnikum Dresden. An dieser Lehranstalt bekam er im gleichen Jahr eine Stelle als Privatdozent und erhielt 1874 die neu eingerichtete Professur für Geografie und Ethnografie, die er bis zu seiner krankheitsbedingten Beurlaubung im Jahr 1903 innehatte.
Am 3. Juni 1874 wurde er in die Dresdener Freimaurerloge „Zum Goldenen Apfel im Orient“ aufgenommen. Im Jahr 1877 war er einer der Gründer des Gebirgsvereins für die sächsisch-böhmische Schweiz, dessen erster Vorsitzender bis 1885 und späteres Ehrenmitglied er war. Insbesondere in den Anfangsjahren schrieb er Beiträge für das 1878 von ihm mitbegründete Vereinsorgan Über Berg und Thal.
Seine wissenschaftliche Hauptarbeiten bezogen sich auf die Geschichte der Geografie und Kartografie, der Schwerpunkt lag dabei auf dem Zeitalter der Entdeckungen und der Darstellung der kartografischen Erschließung der Neuen Welt. Durch eine stoffliche Systematisierung formte er die Geografie dabei zu einem akademischen Lehrfach. Außerdem war er mit eingehenden Quellenstudien maßgeblich an der Überarbeitung und Neubearbeitung mehrerer Lehrbücher beteiligt. Ab 1878 überarbeitete er Die Geschichte der Erdkunde (begründet von Oscar Ferdinand Peschel) und ab 1887 Die Erdbeschreibung (begründet von Franz Heinrich Ungewitter). In der sächsischen Regionalgeografie war die Ethnologie einer seiner Schwerpunkte. Mit dem Maler Ludwig Richter unternommene Wanderungen, unter anderem in die Sächsische Schweiz und in den Böhmerwald, resultierten in weiteren Werken, die auch Jahrzehnte nach seinem Tod noch Neuauflagen erfuhren.

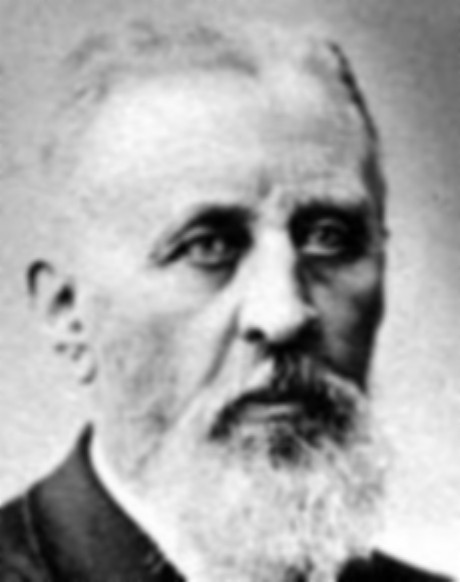
Sophus Ruge um 1890

Ruge war Mitglied in zahlreichen weiteren Vereinen und wissenschaftlichen Institutionen. Seit 1894 war er ordentliches Mitglied der Sächsischen Akademie der Wissenschaften zu Leipzig, ab 1897 auch im Verein für Sächsische Volkskunde in Dresden. Er gehörte der Königlichen Kommission für Geschichte an, war korrespondierendes Mitglied der geografischen Gesellschaften zu Berlin, Amsterdam und Lissabon sowie Ehrenmitglied der geografischen Gesellschaften zu Dresden, Leipzig, Hamburg und München. Auch außerhalb dieser Vereine und Gesellschaften hielt er zahlreiche öffentliche Vorträge, die nicht selten geografisch-kartografisches Wissen aus interdisziplinärer Sicht vermittelten.
Sophus Ruge starb am 23. Dezember 1903 in Klotzsche bei Dresden, wo er im Ortsteil Königswald an der Bahnhofstraße (jetzt Wolgaster Straße) die Villa „Wilhelmsheim“ besaß. Sein Grab befindet sich auf dem Alten Friedhof in Klotzsche. In der Dresdner Südvorstadt wurde ihm zu Ehren die ehemalige Bendemannstraße nach 1945 in „Rugestraße“ umbenannt. Noch zu Lebzeiten wurden ihm das Ritterkreuz 1. Klasse des sächsischen Albrechts-Ordens und das Ritterkreuz des mecklenburgischen Ordens der Wendischen Krone verliehen, des Weiteren trug er seit 1902 den Ehrentitel eines Hofrats.

## Schriften (Auswahl)

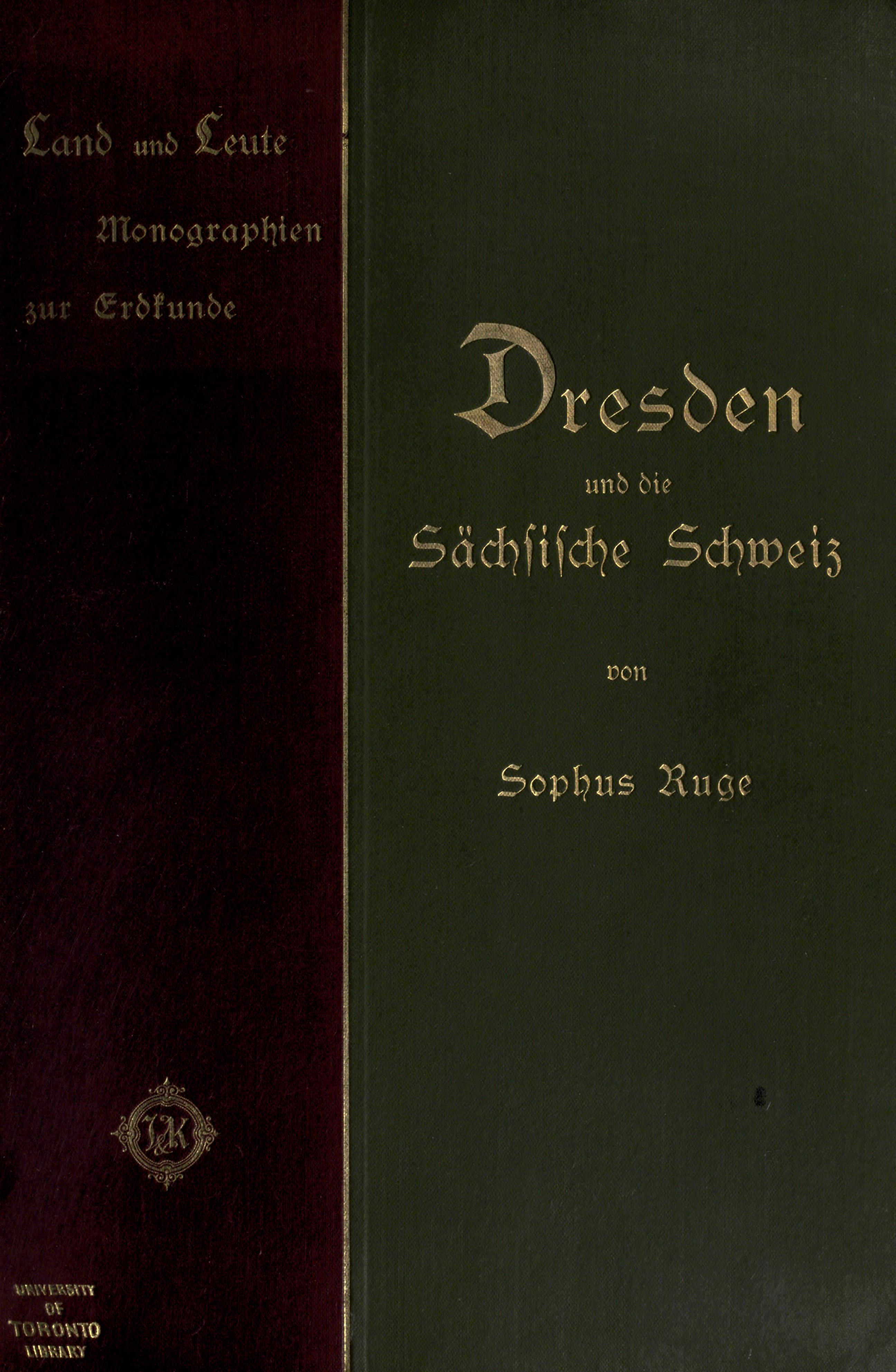
Dresden und die Sächsische Schweiz (1903)

- Geschichte des Zeitalters der Entdeckungen. Berlin 1881–1883. (= Allgemeine Geschichte in Einzeldarstellungen.)
- Abhandlungen und Vorträge zur Geschichte der Erdkunde. Dresden 1888.
- Die Litteratur zur Geschichte der Erdkunde vom Mittelalter an. Fortgesetzt durch Walther Ruge und Konrad Kretschmer.  Gotha 1895–1926.
- Dresden und die Sächsische Schweiz. Bielefeld 1903. (auf Wikimedia Commons als PDF)